# 우에노 료
우에노 료(上野 亮, うえの りょう, 1984년 8월 4일 - )는 일본 도치기현 출신의 배우였다.

## 내력
- 2007년, 「헤이세이 가면라이더 시리즈」제8작「가면라이더 덴오」의 "미우라 잇세 (일본어: 三浦イッセー)" 역으로 배우 데뷔.
- 취미/특기는 축구, 검도, 테니스, 수영, 당구.